# Kovatjevtsi (distrikt)
Kovatjevtsi (bulgariska: Ковачевци) är ett distrikt i Bulgarien.   Det ligger i kommunen Obsjtina Samokov och regionen Sofijska oblast, i den västra delen av landet, 30 km söder om huvudstaden Sofia.
I omgivningarna runt Kovatjevtsi växer i huvudsak lövfällande lövskog. Runt Kovatjevtsi är det ganska glesbefolkat, med 42 invånare per kvadratkilometer.